# Circumpolair verspreidingsgebied

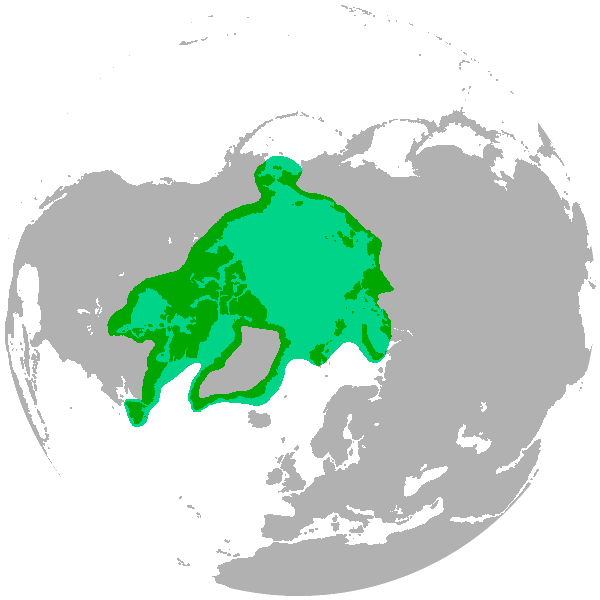
Verspreidingsgebied van de ijsbeer

Een circumpolair verspreidingsgebied is een geografisch gebied dat zich rondom de poolgebieden uitstrekt, zowel op het noordelijk (Arctisch) als het zuidelijk (Antarctisch) halfrond. Dieren- of plantensoorten die een circumpolaire verspreiding hebben, komen voor in de gebieden rond de Noordpool of Zuidpool, vaak in gebieden met een koud klimaat, zoals de noordelijke delen van Noord-Amerika, Europa, Azië en Antarctica.
In de praktijk betekent dit dat deze soorten zich in verschillende landen en regio's bevinden, maar altijd binnen de temperatuurszones die het dichtst bij de polen liggen. Vaak zijn dit soorten die goed aangepast zijn aan extreme kou, zoals bijvoorbeeld sommige vissoorten, vogels en planten.
Dieren met een circumpolaire verspreiding zijn onder andere het rendier, de ijsbeer, de poolvos, de sneeuwuil, de sneeuwgors, de koningseider, de rotgans en de kleinste jager in het noorden, en de Weddellzeehond en de adeliepinguïn in het zuiden.